# Albert Portas
Albert Portas Soy (* 15. November 1973 in Barcelona) ist ein ehemaliger spanischer Tennisspieler. Sein größter Erfolg war 2001 der Gewinn des Masters-Turniers in Hamburg, was gleichzeitig sein einziger Einzeltitel war. Mit Platz 19 erreichte er wenig später seine höchste Notierung in der Weltrangliste.

## Karriere
Er wurde 1994 Profi und gewann im Jahr 2000 seinen ersten Titel im Doppel, beim Turnier in Umag, wo er in seiner Karriere weitere gute Resultate erzielen sollte.
2001 gewann der Sandplatzspezialist den Einzeltitel der German Open in Hamburg. Im Endspiel bezwang er Juan Carlos Ferrero in fünf Sätzen und erreichte damit eine Verbesserung auf Platz 19, seine beste Weltranglistenposition.
In seiner späteren Karriere nahm er auch an diversen Challenger-Turnieren teil und spielte in der deutschen Bundesliga.
Nach seiner aktiven Zeit war er unter anderem von November 2008 bis Februar 2009 Trainer von Daniela Hantuchová.

## Erfolge
| Legende (Anzahl der Siege)                         |
| Grand Slam                                         |
| Tennis Masters Cup ATP World Tour Finals           |
| ATP Masters Series ATP World Tour Masters 1000 (1) |
| ATP International Series Gold ATP World Tour 500   |
| ATP International Series ATP World Tour 250 (1)    |
| ATP Challenger Tour (20)                           |

| ATP-Titel nach Belag |
| Hartplatz (0)        |
| Sand (2)             |
| Rasen (0)            |

### Einzel

#### Turniersiege

##### ATP Tour
| Nr. | Datum        | Turnier | Belag | Finalgegner         | Ergebnis                 |
| --- | ------------ | ------- | ----- | ------------------- | ------------------------ |
| 1.  | 14. Mai 2001 | Hamburg | Sand  | Juan Carlos Ferrero | 4:6, 6:2, 0:6, 7:65, 7:5 |

##### Challenger Tour
| Nr. | Datum            | Turnier       | Belag | Finalgegner           | Ergebnis      |
| --- | ---------------- | ------------- | ----- | --------------------- | ------------- |
| 1.  | 24. Juli 1995    | Prag          | Sand  | Hicham Arazi          | 6:7, 6:4, 6:4 |
| 2.  | 21. April 1997   | Prag          | Sand  | Fernando Vicente      | 6:1, 6:4      |
| 3.  | 19. Oktober 1998 | Kairo (1)     | Sand  | Alberto Martín        | 6:2, 1:6, 6:3 |
| 4.  | 2. Oktober 2000  | Barcelona (1) | Sand  | Óscar Serrano Gámez   | 3:6, 6:4, 6:3 |
| 5.  | 9. Oktober 2000  | Kairo (2)     | Sand  | Jiří Vaněk            | 7:5, 6:3      |
| 6.  | 6. Oktober 2003  | Barcelona (2) | Sand  | Albert Montañés       | 6:4, 6:4      |
| 7.  | 30. Mai 2005     | Fürth         | Sand  | Philipp Kohlschreiber | 7:65, 6:2     |
| 8.  | 15. August 2005  | Vigo          | Sand  | Iván Navarro          | 6:4, 6:4      |

#### Finalteilnahmen
| Nr. | Datum           | Turnier    | Belag | Finalgegner   | Ergebnis        |
| --- | --------------- | ---------- | ----- | ------------- | --------------- |
| 1.  | 20. April 1997  | Barcelona  | Sand  | Albert Costa  | 5:7, 4:6, 4:6   |
| 2.  | 16. August 1999 | San Marino | Sand  | Galo Blanco   | 6:4, 4:6, 4:6   |
| 3.  | 30. Juli 2001   | Sopot      | Sand  | Tommy Robredo | 6:1, 6:710, 5:7 |

### Doppel

#### Turniersiege

##### ATP Tour
| Nr. | Datum         | Turnier | Belag | Partner          | Finalgegner               | Ergebnis  |
| --- | ------------- | ------- | ----- | ---------------- | ------------------------- | --------- |
| 1.  | 17. Juli 2000 | Umag    | Sand  | Álex López Morón | Ivan Ljubičić Lovro Zovko | 6:1, 7:62 |

##### Challenger Tour
| Nr. | Datum              | Turnier      | Belag | Partner             | Finalgegner                            | Ergebnis       |
| --- | ------------------ | ------------ | ----- | ------------------- | -------------------------------------- | -------------- |
| 1.  | 2. September 1996  | Taschkent    | Sand  | Marcelo Charpentier | Andrei Tscherkassow Laurence Tieleman  | 6:1, 6:2       |
| 2.  | 1. Juni 1998       | Fürth        | Sand  | Álex López Morón    | Juan Ignacio Carrasco Martin Rodríguez | 6:4, 6:4       |
| 3.  | 17. August 1998    | Graz         | Sand  | Dinu Pescariu       | Lan Bale Nebojša Đorđević              | 6:3, 6:4       |
| 4.  | 19. Oktober 1998   | Kairo (1)    | Sand  | Álex López Morón    | Salvador Navarro Alberto Martín        | 4:6, 6:3, 6:2  |
| 5.  | 14. Juni 1999      | Braunschweig | Sand  | Germán Puentes      | Tomás Carbonell Nebojša Đorđević       | 6:4, 6:73, 6:3 |
| 6.  | 28. Juni 1999      | Venedig      | Sand  | Germán Puentes      | Diego del Río Mariano Hood             | 6:4, 6:0       |
| 7.  | 2. Oktober 2000    | Barcelona    | Sand  | Tomás Carbonell     | Marcus Hilpert Jens Knippschild        | 5:7, 6:1, 6:4  |
| 8.  | 9. Oktober 2000    | Kairo (2)    | Sand  | Álex López Morón    | Pavel Kudrnáč Petr Kovačka             | 6:4, 6:3       |
| 9.  | 29. September 2003 | Sevilla      | Sand  | Óscar Hernández     | Enzo Artoni Sergio Roitman             | 6:4, 4:6, 6:4  |
| 10. | 30. August 2004    | Kiew         | Sand  | Sergio Roitman      | Igor Kunizyn Juri Schtschukin          | 6:1, 6:1       |
| 11. | 23. Mai 2005       | Ettlingen    | Sand  | Marc López          | Jeroen Masson Gabriel Trujillo Soler   | 3:6, 6:1, 7:5  |
| 12. | 19. März 2007      | Barletta     | Sand  | David Marrero       | Alessandro Motti Simone Vagnozzi       | 6:4, 6:4       |

#### Finalteilnahmen
| Nr. | Datum            | Turnier           | Belag | Partner                | Finalgegner                       | Ergebnis |
| --- | ---------------- | ----------------- | ----- | ---------------------- | --------------------------------- | -------- |
| 1.  | 4. November 1996 | Santiago de Chile | Sand  | Dinu Pescariu          | Gustavo Kuerten Fernando Meligeni | 4:6, 2:6 |
| 2.  | 15. Juli 2002    | Umag (1)          | Sand  | Fernando Vicente       | František Čermák Julian Knowle    | 4:6, 4:6 |
| 3.  | 24. Juli 2006    | Umag (2)          | Sand  | Guillermo García López | Jaroslav Levinský David Škoch     | 4:6, 4:6 |